# Fiódor Tiúttxev
Fiódor Tiúttxev (rus: Фёдор Иванович Тютчев)  (Ovstug, 23 de novembre de 1803 (Julià) - Puixkin, 15 de juliol de 1873 (Julià)), nom complet amb patronímic Fiódor Ivànovitx Tiúttxev, fou un famós poeta rus. Diplomàtic de carrera, Tiúttxev visqué a Múnic i Torí, i conegué Heinrich Heine i Friedrich Schelling. No participava en la vida literària i mai no va pretendre ser un home de lletres. Se'n coneixen 400, de poesies de Tiúttxev, que fou força popular a Rússia.
En la seva obra, s'hi veu la influència del classicisme del segle xviii, però des dels anys 1830 segueix la tradició del romanticisme europeu (sobretot alemany). Crea versos filosòfics, plens de meditacions sobre l'univers, el destí humà i la natura. Als anys 1840 Tiúttxev escriu articles polítics, tot analitzant el problema de relacions entre Rússia i les civilitzacions occidentals. Als anys 1850 el seu tema principal és l'amor, Tiúttxev crea una sèrie de poesies apassionades, en què l'amor té un fort aspecte tràgic. Més endavant, l'obra d'aquest període fou reunida en l'anomenat cercle de Deníssieva, és a dir, una sèrie de poesies dedicades a la seva amant: Ielena Aleksàndrovna Deníssieva, morta el 1864. A partir dels anys 1860, l'autor es dedica gairebé exclusivament a la poesia política.
La seva poesia més coneguda, Silentium!, és una desesperada invocació al silenci, una lamentació sobre la impossibilitat de comprensió mútua entre dos éssers humans. Una vers d'aquesta poesia: "El pensament pronunciat menteix", és, amb "Amb la raó no s'entén Rússia", i "No es pot endevinar l'eco de les nostres paraules", un dels aforismes més corrents de Tiúttxev.
Va col·laborar en la revista El Contemporani.

## Biografia
Nascut al si d'una família de l'antiga noblesa, va rebre una bona educació a casa seva. Assajà la literatura des de l'adolescència. Després d'estudiar dos anys a la Facultat de Lletres de la Universitat de Moscou, passà a treballar al Ministeri d'Afers Estrangers. Enviat com a funcionari diplomàtic a Europa, s'hi va estar de 1822 a 1844, la major part del temps a Alemanya.
L'ús del francès com a llengua familiar no li va impedir de ser un dels millors poetes russos. Deixà una obra breu (al voltant de quatre-centes poesies), que es desenvolupà en dues etapes: la primera, durant els anys 20 i 30, sota la influència del romanticisme (especialment l'alemany); la segona, després d'un llarg silenci, durant els anys 50 i 60. Apreciat per les elits intel·lectuals, era poc conegut del públic. La seva obra va ser "descoberta" a començament dels anys 50 per Nikolai Nekràssov i Ivan Turguénev, va caure en oblit i va ser redescoberta als anys 90 pels simbolistes, que hi veieren un precursor. Des d'aleshores, no ha deixat de considerar-se un dels grans lírics russos.
Al mateix temps que representa el final d'una certa poesia monumentalista que enllaça amb el segle xviii, Tiúttxev s'avança a la seva època preanunciant la poesia moderna. Dotà els metres clàssics d'una flexibilitat poc acostumada, sense témer de trencar esquemes tradicionals. En la polèmica del seu temps sobre el paper de la literatura dins la societat, era un dels capdavanters de la tendència de "l'art pur" o "l'art per l'art".
Entre les seves característiques més sobresortints, trobem el lligam íntim entre pensament i emoció, que dona una especial profunditat a la poesia filosòfica; i el que tant apreciaren en ell els simbolistes: l'exteriorització dels sentiments en imatges reals, al costat de la interiorització de la realitat en imatges espirituals, procediment coherent amb una concepció panteista de la vida.

## Obra
- Migdia (1820)
- Cache-cache (1828)
- Insomni (1829)
- No, la follia que m'inspires (1830)
- Per què gemegues, vent nocturn? (1830)
- Sec solitari i pensarós (1830)
- Vespre de tardor (1830)
- Silentium! (1830)
- Brollador (1836)
- Ahir, entre somieigs fantàstics (1836)
- Estimo, amiga, aquests teus ulls (1836)
- La primavera (1838)
- El dia i la nit (1839)
- A la dona russa (1848)
- Humanes llàgrimes (1849)
- L'ona i el pensament (1851)
- Predestinació (1851-1852)
- Uns ulls, quins ulls! (1852)
- El darrer amor (1852-1854)
- Aquests pobles miserables (1855)
- Hi ha a la tardor més primerenca (1857)
- Era asseguda en el trespol (1858)
- Bé que m'empara el niu la coma (1860-1861)
- Jagué sense sentits un dia enter (1864)
- Amb quina resplendor i que sobtat (1865)
- El cel nocturn, que n'és, de llòbrec (1865)
- No es comprèn Rússia amb la raó (1866)